# Baronh
Baronh (アーヴ語) is de naam van een op het Oud-Japans gebaseerde kunsttaal, die in 1996 werd ontwikkeld door de Japanse sciencefictionschrijver Hiroyuki Morioka (geb. 1962). De taal speelt een rol in de romantrilogie Crest of the Stars (星界の紋章, Seikai no Monshō) en in diverse vervolgen daarop. De naam van de taal betekent Taal van de Ahb.

## Oorsprong
Baronh (アーヴ語) is afgeleid van het oude Japans, zoals dat tot het begin van de negende eeuw werd gesproken. Deze taal is overgeleverd in de Kojiki (Japans 古事記, "Kroniek van oude gebeurtenissen"), de Manyōshū (Japans 万葉集 "Verzameling voor tienduizend tijdperken") en andere documenten. De uit 712 daterende Kojiki behandelt de geschiedenis van Japan en is de oudste overgeleverde schriftelijke bron in het Japans. De rond 759 samengestelde Manyōshū is de eerste grote bloemlezing uit de Japanse poëzie en omvat ongeveer 4500 gedichten.
Strikt genomen is het Baronh niet dezelfde taal als dit oude Japans, maar een gereconstrueerde versie, die naar de mythologische hemel in de Kojiki Takamagahara wordt genoemd.

## Fictieve ontwikkeling
In Crest of the Stars proberen Japanse revolutionairen vreemde invloeden uit het Japans te verwijderen en een "gelouterde" versie te creëren, waarin aan andere talen ontleende woorden en uitdrukkingen zijn vervangen door oude Japanse equivalenten. Zij noemen dit gezuiverde Japans Toyoashihara, naar een oude poëtische naam van Japan. De revolutionairen stichten een kolonie in de ruimte, waar zij vervolgens de Ahb creëren, een soort genetisch gemanipuleerde versie van het menselijk ras. Het zijn deze Ahb die het Toyoashihara gebruiken. Wanneer de Ahb zichzelf uit hun slavernij hebben bevrijd, neemt de taal na enkele generaties de vorm aan, die in Morioka's werk te boek staat als Baronh. De reden voor deze snelle ontwikkeling van de taal ligt in het feit, dat de Ahb ten tijde van hun slavernij geen geschreven taal hadden, daar het schrijven hun verboden was.

### Voorbeelden van de ontwikkeling van woorden
- Yatagarasu (een mythologische vogel met drie poten):
jatagarasu → (klinkerwisseling) → jatgarse → (medeklinkerwisseling) → gatharse → (toevoeging van het suffix -c in de nominativus) → gatharsec (suffix -ec wordt niet uitgesproken)
- Takamagahara (mythologische Japanse godenhemel):
tacamagahara → (klinkerwisseling) → tacmgahar → (medeklinkerwisseling) → lacmhacar → (toevoeging suffix -h in de nominativus) → Lacmhacarh (Abh-hoofdstad; mh wordt uitgesproken als [ɸ]?)
- Een van de 28 Chinese sterrenbeelden en van de 29 oorspronkelijke Abh-clans (Oriongordel):
karasuci → (klinkerwisseling) → karsc → (medeklinkerwisseling) → sarrc → (toevoeging van het suffix -h in de nominativus) → sarrych (ch wordt uitgesproken als [ʃ]?)
- Een van de 28 Chinese sterrenbeelden en van de 29 oorspronkelijke Abh-clans (Pleiaden):
subaru → (klinkerwisseling) → sbaur → (medeklinkerwisseling) → spaur → (toevoeging van het suffix -h in de nominativus) → spaurh

## Grammatica
Het Baronh is een synthetische taal met zeven naamvallen, die zijn afgeleid van Japanse partikels:
1. nominativus,
2. accusativus,
3. genitivus,
4. dativus,
5. directivus (in het moderne Baronh locativus),
6. ablativus en
7. instrumentalis.

Het Baronh kent vier manieren om een naamwoord te verbuigen. In de eerste komt normaal gesproken slechts één klinker voor en de positie daarvan verschuift per naamval. Zo heeft de nominativus Abh de genitivus Bar. De volgende tabel toont de vier verschillende declinaties aan de hand van voorbeelden, die regelmatig een rol spelen in Crest of the Stars: abh "Abh", lamh "parel, edelsteen", duc "gele edelsteen" en saidiac "piloot".
|                | Eerste | Tweede | Derde | Vierde   |
| -------------- | ------ | ------ | ----- | -------- |
| nominativus    | abh    | lamh   | duc   | saidiac  |
| accusativus    | abe    | lame   | dul   | saidél   |
| genitivus      | bar    | lamr   | dur   | saidér   |
| dativus        | bari   | lami   | duri  | saidéri  |
| directivus     | baré   | lamé   | dugh  | saidégh  |
| ablativus      | abhar  | lamhar | dusar | saidisar |
| instrumentalis | bale   | lamle  | dule  | saidélé  |

Bijvoeglijke naamwoorden worden niet verbogen en staan gewoonlijk achter het naamwoord. Zij bestaan uit een stam + a, zoals bhoca "groot" en laca "hoog". Deze -a kan ook achter de stam van een werkwoord worden geplaatst om er een bijvoeglijk naamwoord van te maken. Ook bijwoorden zijn onveranderlijk en zijn dikwijls afgeleid van bijvoeglijke naamwoorden, zoals bhoci en laci. In dit opzicht vertoont het Baronh een zekere overeenkomst met het Esperanto, waar een bijvoeglijk naamwoord altijd het suffix -a heeft en een bijwoord altijd het suffix -e.

## Schrift en uitspraak

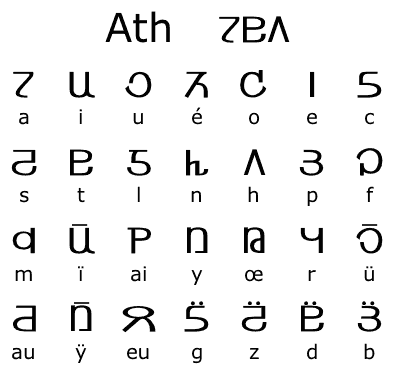
Het Ath-alfabet

Het Baronh heeft een eigen alfabet, Ath ("letter") genaamd, dat door Morioka speciaal voor het Baronh werd ontwikkeld. Het is gebaseerd op de beide Kana-schriften, Hiragana en Katakana. Het binnen de fictieve geschiedenis van het Baronh optredende fenomeen, dat een politieke omwenteling tot de invoering van een ander schrift leidt, is ook in de realiteit geen zeldzaamheid; zo worden vele talen, die vroeger het Arabische of het Cyrillische schrift gebruikten, tegenwoordig in het Latijnse schrift geschreven.
Iedere letter in het Ath-alfabet heeft een eigen klank, al kunnen combinaties als bh andere klanken vertegenwoordigen. Elke klinker wordt helder en duidelijk uitgesproken, soms met uitzondering van de e. Wanneer een e deel is van een affix wordt hij meestal niet uitgesproken, bijvoorbeeld byrec [byːr] "vlot", cluge [cluːg] "ontspannen".

### Klinkers
|              | vooraan     | vooraan | midden      | achteraan |
|              | niet gerond | gerond  | niet gerond | gerond    |
| ------------ | ----------- | ------- | ----------- | --------- |
| gesloten     | i [i]       | y [y]   |             | u [u]     |
| halfgesloten | é [e]       | eu [ø]  |             | o [o]     |
| midden       |             |         | e [ə]       |           |
| halfopen     | ai [ɛ]      | oe [œ]  |             | au [ɔ]    |
| open         |             |         | a [a]       |           |

### Halfklinkers
- ï: stemhebbende palatale approximant [j]?
- ü: gelabialiseerde stemhebbende velaire approximant [w]?
- ÿ: gelabialiseerde stemhebbende palatale approximant [ɥ]?

### Medeklinkers
Sommige medeklinkers worden aan het einde van een woord of in een medeklinkerreeks niet uitgesproken. De letter, die oorspronkelijk als [h] werd uitgesproken, maakt nu van de voorgaande medeklinker een fricatief. Zo wordt bh uitgesproken als [v] en mh als [ɸ].
|                      |                      | bilabiaal     | labiodentaal | dentaal | alveolair | postalveolaar | palataal | velair | uvulair | glottaal |
| -------------------- | -------------------- | ------------- | ------------ | ------- | --------- | ------------- | -------- | ------ | ------- | -------- |
| plosief              | stemloos             | p [p]         |              |         | t [t]     |               |          | c [k]  |         |          |
| plosief              | stemhebbend          | b [b]         |              |         | d [d]     |               |          | g [g]  |         |          |
| fricatief            | stemloos             | f, mh, ph [ɸ] |              | th [θ]  | s [s]     | ch [ʃ]        |          |        |         | h [h]    |
| fricatief            | stemhebbend          |               | bh [v]       | dh [ð]  | z [z]     | gh [ʒ]        |          |        |         |          |
| nasaal               | nasaal               | m [m]         |              |         | n [n]     |               | nh [ɲ]   |        |         |          |
| tril                 | tril                 |               |              |         | r [r]     |               |          |        | rh [ʀ]  |          |
| laterale approximant | laterale approximant |               |              |         | l [l]     |               |          |        |         |          |